# Network operating system
Ett NOS (Network Operating System) är ett operativsystem anpassat för nätverk. Man har tillgång till funktioner för att dela information och hårdvara exempelvis filer och skrivare. Man har också funktioner som tillåter en att administrera och serva datorer i nätverket via en central dator som också kallas server.
Dagens vanligaste NOS är Linux och Windows Server (senaste versionen är 2012), tidigare versioner kallades Windows NT.